# Heinrich Goldmann
Heinrich Goldmann (* 8. April 1841 in Liegnitz; † 9. Mai 1877 in Dresden) war ein deutscher Schriftsteller.

## Leben und Wirken
Heinrich Goldmann wohnte in Dresden und arbeitete für den Verlag von Heinrich Gotthold Münchmeyer. Goldmann wurde dafür bekannt, dass er die von Karl May begonnene Erzählung Der beiden Quitzows letzte Fahrten fortsetzte und daher in Mays Stil schreiben konnte.

## Werke
- Ein fürstlicher Ehestifter. Zeitbild von Dr. Goldmann. Verlag Armin Wolf Dresden 1876
- Ein Kampf mit Wölfen. Reiseerinnerung von Dr. Goldmann. Verlag Armin Wolf 1876/77
- Fortsetzung von Das Testament des großen Kurfürsten
- Fortsetzung von Der beiden Quitzows letzte Fahrten